# Idioma indonesio
El indonesio (bahasa Indonesia o «lengua de Indonesia») es el idioma oficial de la República de Indonesia. Fue regulado y establecido en 1945 con la independencia del país, que cuenta entre 150 y 250 lenguas habladas y escritas. El indonesio es la lengua franca, siendo bilingües la mayoría de sus nacionales. Es, en realidad, el idioma nativo de tan solo una parte minoritaria de la población indonesia, pero es corriente como segunda lengua, pues es la que se estudia en la escuela. Se encuentra entre las diez principales lenguas del mundo, con unos 43,6 millones de hablantes nativos y 199 millones sumando los que lo tienen como segunda lengua.
El indonesio es un dialecto estandarizado del idioma malayo (bahasa Melayu), empleado como lengua franca de la región durante siglos. El malayo y el indonesio son mutuamente inteligibles, si bien presentan ciertas diferencias en ortografía y vocabulario. En agosto de 1973, Indonesia y Malasia acordaron formalmente que la composición ortográfica del bahasa Persatuan o «malayo unificado» de Malasia y el bahasa Indonesia de Indonesia sería válida en ambos países. Según los acuerdos alcanzados entre Indonesia, Malasia y Brunéi, el estándar normativo del indonesio es el bahasa Riau, la lengua del archipiélago de Riau, considerado el lugar de origen de la lengua.

## Clasificación
El indonesio forma parte del grupo de lenguas malayo-polinesias occidentales de la familia austronesia. De acuerdo con el Ethnologue, la lengua indonesia se originó a partir del malayo que se habla en las islas Riau, al noreste de Sumatra.

## Distribución geográfica
El indonesio se habla a lo largo de toda Indonesia, partes de Malasia y Timor Oriental, aunque es usado más frecuentemente en las áreas urbanas y menos en las zonas rurales de Indonesia.

## Sistema de escritura
Al contrario que la gran mayoría de idiomas asiáticos, el indonesio utiliza un sistema de escritura basado en el alfabeto latino.
La correspondencia entre la escritura y la pronunciación es muy parecida a la que existe en castellano; solo hay que tener en cuenta que la c siempre se pronuncia como el dígrafo español ch, g es siempre /ɡ/ (como garra en español, no como gitano) y la j representa el sonido /dʒ/, como John en inglés..
La primera estandarización de la ortografía en alfabeto latino se llevó a cabo en 1901. Entonces, Indonesia era colonia de los Países Bajos, y esto influyó en que algunos sonidos se representaran de acuerdo con la ortografía neerlandesa de entonces (que años después cambió en aquel país); por ejemplo, el sonido de la vocal u venía dado por el dígrafo oe. Posteriormente, estas grafías se modificaron de forma que coincidieran con la correspondencia entre fonema y grafía más común en otras lenguas europeas, como el castellano y el italiano. Sin embargo, concretamente la oe pervivió durante algún tiempo en nombres propios como Soeharto y Soekarno (ahora, Suharto y Sukarno respectivamente).
Los cambios de ortografía que se produjeron tras la independencia de Indonesia son los siguientes: 
| Fonema | Ortografía anterior | Ortografía actual |
| ------ | ------------------- | ----------------- |
| /u/    | oe                  | u                 |
| /tʃ/   | tj                  | c                 |
| /dʒ/   | dj                  | j                 |
| /j/    | j                   | y                 |
| /ɲ/    | nj                  | ny                |
| /ʃ/    | sj                  | sy                |
| /x/    | ch                  | kh                |

## Estatus oficial
El indonesio es el idioma oficial de la República de Indonesia y está regulado por la Badan Pengembangan dan Pembinaan Bahasa (Agencia para el Desarrollo del Idioma Indonesio).

## Sonidos
- e: se pronuncia de dos maneras diferentes. La primera forma de pronunciarla es con el fonema /ə/: es el sonido de la vocal schwa, como el sonido de la "e" en la palabra inglesa "the" o como el sonido de la "a" en la palabra inglesa "ago", este fonema se utiliza en sílabas átonas y en indonesio de conoce como "e pepet". La segunda forma de pronunciarla es con el fonema /ɛ/: similar a la "e" en la palabra castellana "mesa". Este fonema se utiliza en sílabas tónicas y en indonesio se conoce como "e taling". También es común que la "e" no se pronuncie, por ejemplo en la palabra "berapa" [brapa].
- c: suena como la "ch" del castellano.
- f: solo existe en las palabras de origen extranjero, se pronuncia como la f castellana.
- g: como en ga, gue, gui, go, gu.
- h: es una j suave entre vocales iguales, casi muda entre vocales diferentes, es como una h en inglés.
- j: suena como la j en inglés, en palabras como John y job. El sonido es similar a la "dy" en palabras castellanas como "adyacente". También puede parecer similar a la "ch" castellana pero con vibración de las cuerdas vocales.
- v: solo existe en palabras de origen extranjero, se pronuncia como una "f" castellana, aunque también es pronunciada como la "v" en inglés, esa pronunciación es menos común.
- ny: se pronuncia como la ñ.
- ng y ngg: En caso de ngg se pronuncia como en la secuencia ng de palabras castellanas como mango [maŋgo], también sonaría como la secuencia ng en la palabra inglesa language. Mientras que el grupo ng se pronunciaría como la secuencia ng en la palabra inglesa thing [θɪŋ]. Entonces palabras del indonesio por ejemplo "inggris" se pronunciaría como [iŋgris] mientras que "mengerti" se pronunciaría como [meŋerti].
- r: La R en indonesio siempre es fuerte, como el dígrafo «rr» del español.
- kh: Se pronuncia como la j en español.
- sy: Se pronuncia como la sh en inglés o como en el castellano rioplatense se pronuncia la "y" y la "ll", por ejemplo la pronunciación argentina de "pollo" y "yo".
- y: Se pronuncia como en inglés la "y" en la palabra "yes". El sonido es similar a la"i" en español dentro de diptongos, como en la palabra castellana "hielo".
- gh: se utiliza para representar la fricativa velar sonora (/ɣ/) en palabras de origen árabe.
- w: se pronuncia como la "w" en inglés. Similar a la "u" castellana en palabras como "huevo" y "hueso".
- z: se pronuncia como la "z" en inglés en palabras como "zoo".

## Etimología: Bahasa
La palabra Bahasa significa ‘lenguaje’, tanto en indonesio como en malayo, y viene de la palabra sánscrita भाषा (bhāṣā), la cual puede hacer referencia a idiomas formales hablados:
- Idioma indonesio o Bahasa Indonesia
- Idioma malayo o Bahasa Melayu / Bahasa Malaysia
- Idioma javanés o Bahasa Jawa (también Bahasa Jawi)
- Idioma sondanés o Bahasa Sunda
- Idioma de Batavia o Bahasa Betawi

También a idiomas de signos:
- Lengua de signos malaya o Bahasa Isyarat Malaysia y código gestual malayo o Bahasa Malaysia Kod Tangan Bahasa

Así como también a dialectos informales:
- Lenguaje Rojak o Bahasa Rojak
- Argot indonesio, conocido como Bahasa gaul o Bahasa prokem

## Gramática y léxico
El idioma indonesio es una lengua poco flexiva, es decir, los nombres, verbos y adjetivos apenas se modifican. No hay tiempos verbales, ni existe el género gramatical: no hay terminaciones masculinas y femeninas, ni palabras para decir "él" o "ella". Tampoco se suele marcar el plural de los sustantivos, aunque en caso de ambigüedad, se duplica la palabra. Esto no significa que el indonesio sea una lengua "sin gramática", pero sí es cierto que facilita el aprendizaje a quienes deseen iniciarse en ella. De hecho, no es difícil adquirir un vocabulario básico con el que comunicarse a nivel elemental.

### Algunos ejemplos
En indonesio, como en la mayoría de las lenguas austronesias (y en muchas lenguas dravídicas y amerindias) se distingue entre el "nosotros" inclusivo y el exclusivo, es decir, la palabra que se emplea cuando se hace también referencia al interlocutor (kita) no es la misma que cuando el hablante lo excluye (kami). Unos turistas le dirían al taxista indonesio "kami dari Spanyol" (nosotros somos de España - nótese que no se usa un verbo equivalente a "ser"), pero si hacen amistad con él y deciden comer juntos podrían preguntar "kita makan disini?" (¿comemos aquí?).
El término "orang" significa "persona" y se utiliza con más frecuencia que las palabras equivalentes a "hombre" y "mujer". La similitud con el nombre de un animal característico de la región, el orangután, no es casualidad; "hutan" es bosque, y por tanto "orang hutan", persona del bosque. El mono násico (Nasalis Larvatus) también es un "orang" para los indonesios, pero un "orang" particular: "orang Belanda", es decir, una "persona de Holanda", por el color rosado de su cara y el tamaño de su nariz y su barriga.
Un rasgo morfológico al que recurre bastante el indonesio y que no es común en las lenguas europeas es la reduplicación: consiste en la repetición de una palabra, con cambio de significado o gramatical. Se puede usar para denotar el plural de un nombre cuando esto resulta necesario para la comprensión. Por ejemplo, "anak" significa niño, y en el lema "dua anak cukup" (dos niños son suficientes2) no hace falta cambiar la palabra, pues ya lo indica el número "dos", pero para decir "aquí hay niños" (y no "un niño") se usa "anak anak disini". En otros casos, se forma una palabra distinta, aunque se puede apreciar la relación con la palabra raíz: "mata" es ojo (u ojos), "mata mata", espía.1 También hay verbos que adquieren una connotación distinta al repetirlos. "Mirar" es "lihat", y "lihat lihat" lo que le diríamos a un vendedor que nos pregunta qué deseamos cuando realmente no vamos a comprar; "lihat lihat" es algo así como mirar por aquí y por allá, mirar sin intención fija, mirar sin centrar la vista. . . Igualmente, "jalan jalan" (literalmente, caminar caminar) es una buena respuesta si alguien nos pregunta a dónde vamos y nosotros queremos dar a entender que estamos paseando sin rumbo fijo.
1 Mata Hari, el nombre de la famosa espía neerlandesa, activa durante la Primera Guerra Mundial, significa "sol" (literalmente, "ojo día", es decir, "ojo del día").
2 Se trata del lema elegido por el Gobierno, en 1970, para promover la planificación familiar.

### Préstamos de lenguas extranjeras
La indianización del archipiélago, directa o a través del javanés, hace que el indonesio contenga muchas palabras de origen sánscrito. El Islam aportó palabras de origen árabe y persa. Por último, la antigua presencia de comunidades chinas, sobre todo en la costa norte de Java, introdujo muchas palabras chinas, especialmente hokkien (chino del sur).
La colonización holandesa dejó algunas palabras neerlandesas, como polisi ("policía"), apotek ("farmacia"), bioskop ("cine"), buku ("libro"), televisi ("televisión")... También ha introducido muchas raíces de origen grecolatino, así como palabras francesas tomadas del neerlandés. Así, varias palabras en "-isme" se encuentran prácticamente inalteradas en indonesio (el sufijo adjetivo "-iste" se convierte en -is), y las palabras en "-tion" ("administración", "nacionalización", etc.) se encuentran con el sufijo -si (administrasi, nasionalisasi, korupsi, etc.).

#### Préstamos del portugués
Algunas palabras se han tomado prestadas del portugués, como Natal de Natal (Navidad); tinta; jendela de janela (ventana); boneka de boneca (muñeca); sepatu de sapato (zapato) y otras se encuentran idénticas en malayo e indonesio, como lelang, de leilão (subasta); bendera, de bandeira (bandera); keju, de queijo (queso); sekola, de scola (escuela); mentega, de manteiga (mantequilla); garpu, de garfo (tenedor); meja de mesa (mesa).

#### Préstamos del francés
Son pocas las palabras que el indonesio ha tomado prestadas del francés directamente (es decir, sin pasar por el neerlandés). Algunos ejemplos son trotoar (pavimento), kwitansi (pago o recibo) o payet (brillo). También existe la palabra kudeta, que significa "golpe de Estado".
El indonesio ha tomado muchos términos prestados y sigue haciéndolo del inglés para términos técnicos o de la vida moderna en general.

## Historia

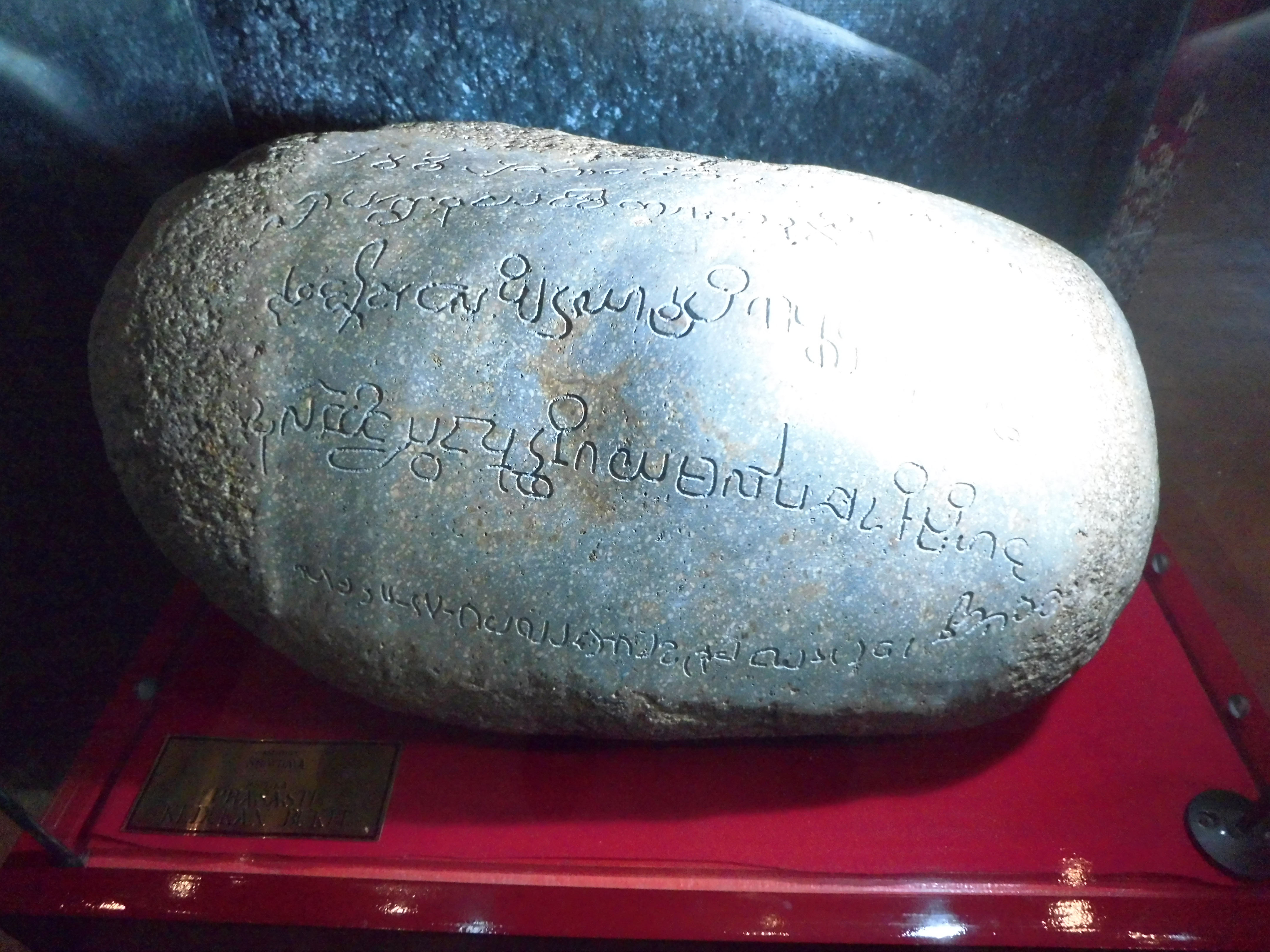
La inscripción Kedukan Bukit

El documento más antiguo conocido en malayo antiguo es una inscripción en escritura pallava, conocida como Kedukan Bukit (en), fechada en 683 y encontrada en la isla de Bangka.
El malayo fue durante siglos la lingua franca para la comunicación en un archipiélago donde se hablan decenas de lenguas diferentes.
En 1614, el navegante holandés Huygen van Linschoten escribió que el prestigio del malayo era tal que para un hombre culto no conocerlo era como para un holandés culto no saber francés. Nada más establecerse en el archipiélago, los holandeses utilizaron el malayo para mantener correspondencia con los gobernantes locales, como demuestran seis cartas escritas en malayo por las autoridades de Batavia, fundada en 1619, y dirigidas a dignatarios del sultanato de Banten, en Java occidental.
Con el fin de la guerra de Java en 1830, los holandeses empezaron a hacerse poco a poco con el control del archipiélago. Primero utilizaron el malayo para difundir el cristianismo y luego como lengua de enseñanza en las escuelas cristianas. En general, los holandeses se comunicaban con la población indígena en malayo. El malayo se convirtió en lengua oficial de la administración en 1865.
En 1908, el gobierno colonial fundó la Commissie voor de Volkslectuur ("Comisión de Literatura Popular"), encargada de publicar obras locales clásicas, populares y modernas, así como obras extranjeras traducidas, en escritura latina en malayo y lenguas regionales. Esta organización pronto adoptó el nombre de Balai Pustaka ("la casa de los libros"). En la década de 1930 apareció una nueva literatura, escrita en malayo, que los intelectuales autóctonos llamaban ahora "indonesia". En 1933 se fundó la revista literaria Poedjangga Baroe ("el nuevo poeta").
En 1928, asociaciones de estudiantes y jóvenes de las Indias Orientales Neerlandesas se reunieron en congreso y adoptaron el "Compromiso de la Juventud" (Sumpah Pemuda), en el que declaraban que adoptarían tres ideales: una nación, la nación indonesia (Bangsa Indonesia); una lengua, el indonesio (Bahasa Indonesia); una patria, Indonesia (Tanah Air Indonesia). Había nacido el indonesio.
La ocupación japonesa de las Indias Orientales Neerlandesas (1942-1945) permitió el florecimiento de la lengua indonesia. Los japoneses querían erradicar toda influencia occidental y prohibieron los libros en neerlandés e inglés. Para difundir su propaganda, utilizaron el indonesio, que se extendió por todo el archipiélago. La proclamación de independencia de 1945 se leyó en indonesio.
La literatura indonesia cobró vitalidad tras la independencia. Durante los años de conflicto entre la joven república y el antiguo colonizador holandés, Chairil Anwar (1922-1949), personaje turbio y rebelde, fue la figura del movimiento poético Angkatan 45, la "generación del 45". El indonesio se desarrolló entonces en consonancia con las transformaciones del país.
Al elegir el indonesio como lengua nacional, los nacionalistas indonesios volvieron a los tiempos en que era la lengua de intercambio en el archipiélago, pero esta vez con el deseo de construir una nación indonesia.

## Política oficial sobre lenguas
Según lo regulado por la ley estatal indonesia UU n.º 24/2009, aparte de los discursos y documentos oficiales del Estado por el gobierno indonesio, la lengua indonesia está obligada por ley a ser utilizada en:
- Discursos oficiales del presidente, vicepresidente y otros funcionarios del Estado pronunciados dentro o fuera de Indonesia.
- Acuerdos entre el gobierno, instituciones privadas o particulares.
- Foros nacionales o internacionales celebrados en Indonesia
- Artículos y publicaciones científicas en Indonesia
- Nombres geográficos en Indonesia (nombre de edificios, carreteras, oficinas, complejos, instituciones)
- Señales públicas, señales de tráfico, instalaciones públicas, pancartas y otra información de servicios públicos en zonas públicas.
- Información a través de los medios de comunicación

Sin embargo, se pueden utilizar otras lenguas en un entorno de doble lengua para acompañar, pero no sustituir, a la lengua indonesia en: acuerdos, información sobre bienes y servicios, documentos científicos, información a través de los medios de comunicación, nombres geográficos, señales públicas, señales de tráfico, instalaciones públicas, pancartas y otra información de servicios públicos en zonas públicas.
Aunque no se sanciona el uso de otras lenguas, desde el punto de vista de los tribunales indonesios, cualquier acuerdo celebrado en Indonesia que no esté redactado en indonesio es nulo. En caso de que se produzcan interpretaciones diferentes en los acuerdos en dos lenguas, prevalecerá el indonesio.

### En inglés
- Bellwood, Peter, The Austronesians, 1995
- Blagden, C. O., Two Malay letters from Ternate in the Moluccas, written in 1521 and 1522, 1930
- Edwards, E. D. et Blagden, C. O., « A Chinese Vocabulary of Malacca Malay Words and Phrases collected between A. D. 1403 and 1511 (?) », dans Classical Civilisations of South East Asia, 2002
- Labrousse, Pierre, Méthode d'indonésien, L'Asiathèque, 1997
- Ricklefs, M.C., A history of modern Indonesia since c. 1200 (3ra ed.), Stanford University Press, 2001
- Ricklefs, M. C., « Banten and the Dutch in 1619 : six early "Pasar Malay" letters », dans Classical Civilisations of South East Asia, 2002
- Sneddon, James N., The Indonesian language: its history and role in modern society, University of New South Wales Press, 2003, ISBN 0 86840 598 1
- Wolters, O. W., Early Indonesian commerce, Cornell University Press, 1967

### En francés
- Jérôme Samuel, Modernisation lexicale et politique terminologique: le cas de l'Indonésien, Bibliothèque de l'INALCO, 7, Paris, Louvain, Editions Peeters, 2005, 589 p.